# Хмелево (гміна Сьверче)
Хмелево (пол. Chmielewo) — село в Польщі, у гміні Сьверче Пултуського повіту Мазовецького воєводства.
Населення — 120 осіб (2011).
У 1975-1998 роках село належало до Цехановського воєводства.

## Демографія
Демографічна структура станом на 31 березня 2011 року:
|          | Загалом | Допрацездатний вік | Працездатний вік | Постпрацездатний вік |
| -------- | ------- | ------------------ | ---------------- | -------------------- |
| Чоловіки | 61      | 13                 | 38               | 10                   |
| Жінки    | 59      | 11                 | 33               | 15                   |
| Разом    | 120     | 24                 | 71               | 25                   |